# George Hardwick
George Hardwick (ur. 2 lutego 1920 w Saltburn-by-the-Sea, zm. 19 kwietnia 2004 tamże) – piłkarz angielski, kapitan reprezentacji Anglii, grający na pozycji obrońcy.

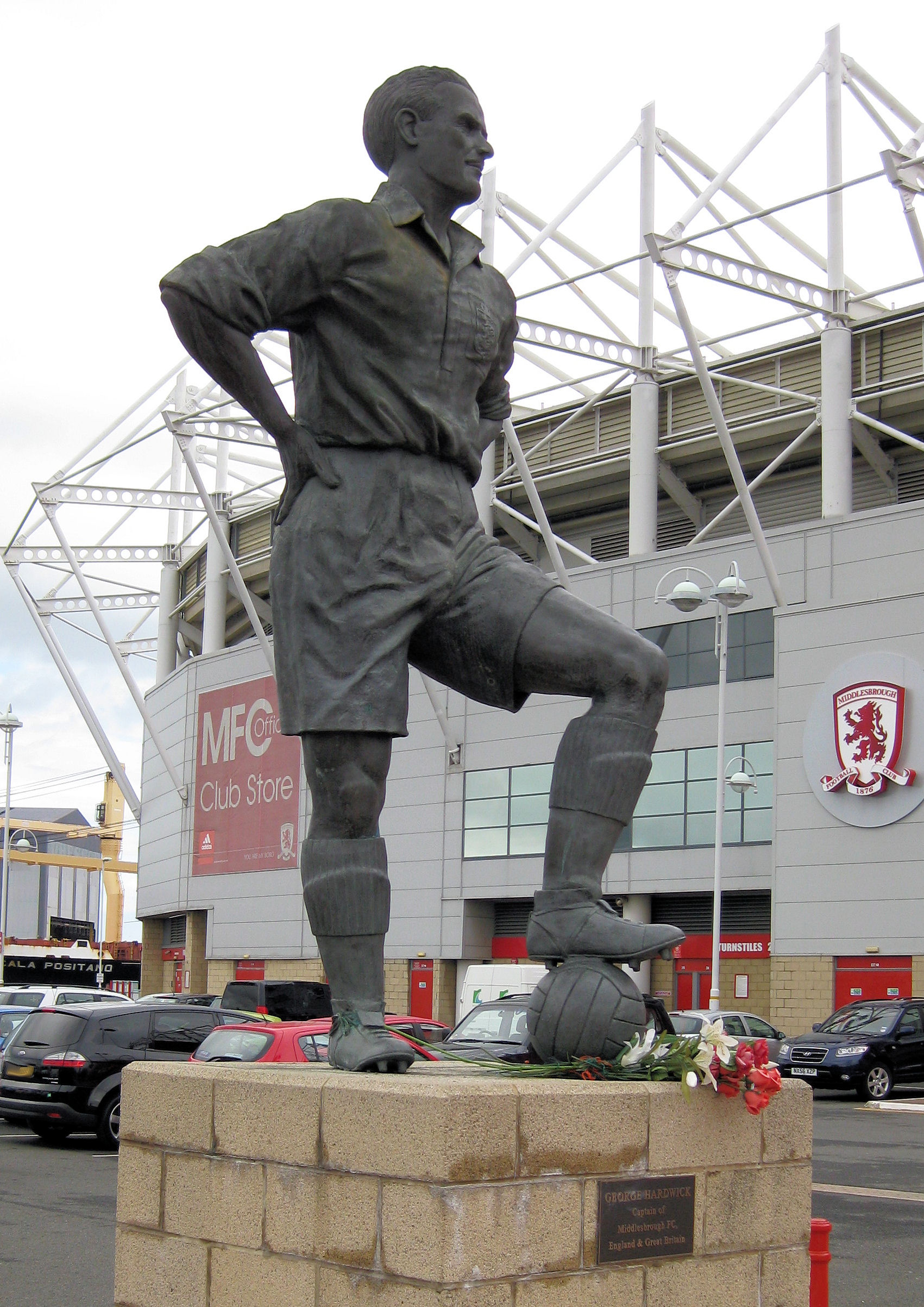
Pomnik Hardwicka stojący przed stadionem Riverside w Middlesbrough

Przez większość kariery zawodniczej związany z Middlesbrough F.C.; występował w barwach tego klubu od 13. roku życia, a debiut w pierwszym zespole zaliczył w sezonie 1937/1938. Łącznie jako gracz Middlesbrough wystąpił w 143 meczach ekstraklasy angielskiej. W latach 1950–1956 był grającym menedżerem Oldham Athletic.
W okresie II wojny światowej służył w Royal Air Force.
W reprezentacji Anglii debiutował w 1942, w meczu przeciwko Walii na Wembley. Do 1946 13-krotnie prowadził zespół narodowy w roli kapitana; kontuzja uniemożliwiła mu udział w serii występów reprezentacji na kontynencie europejskim w 1948.
Pracował jako trener z holenderskim PSV Eindhoven, a także z klubem ekstraklasy angielskiej Sunderlandem oraz grupami młodzieżowymi Middlesbrough. W 1957 roku przez krótki okres prowadził reprezentację Holandii.